# Schelpterminologie
Deze lijst geeft een verklaring van de terminologie zoals die in gebruik is bij de beschrijving van schelpen van mollusken of weekdieren.
| Term                    | Van toepassing op | Verklaring | Voorbeeld(en)                                  |
| ----------------------- | ----------------- | --- | ---------------------------------------------- |
| Abaperturaal            | Buikpotigen       | Van de mondopening af. | -                                              |
| Abapicaal               | Buikpotigen       | Van de top af. | -                                              |
| Accessorisch schelpstuk | Tweekleppigen     | Een of meer extra schelpstukken die bij sommige tweekleppigen tussen de bovenranden van de beide schelpkleppen liggen. hypoplax, mesoplax, metaplax en protoplax zijn accessorische schelpstukken. Zie ook Palet | Witte boormossel                               |
| Adapicaal               | Buikpotigen       | In de richting van de top. | -                                              |
| Adaperturaal            | Buikpotigen       | In de richting van de mondopening. | -                                              |
| Adult                   | Algemeen          | Volgroeid; volwassen (Zie ook juveniel). | -                                              |
| Afgeknot                | Tweekleppigen     | Stomp | zoals bij schelp van de Afgeknotte gaper       |
| Apertura                | Buikpotigen       | Zie Mondopening en zie ook: Apertura (mollusken). | -                                              |
| Apex                    | Buikpotigen       | Zie Top. | -                                              |
| Appendiculum            | Tweekleppigen     | Plooitje op de umbo. | bij schelpen van sommige Erwtenmossel-soorten. |
| Area                    | Tweekleppigen     | Rugveld of escutcheon. Meer of minder duidelijk begrensd langwerpig veld achter de top bij sommige tweekleppigen, in het algemeen afwijkend in sculptuur en kleur van de rest van de schelp. Zie ook lunula.     | -                                              |
| Axiaal                  | Buikpotigen       | Ook Radiaal of Longitudinaal. Min of meer evenwijdig aan de lengteas van een slakkenhuis (In: 'axiale sculptuur').                                                                                               | -                                              |

| Term           | Van toepassing op | Verklaring | Voorbeeld(en)                                 |
| -------------- | ----------------- | --- | --------------------------------------------- |
| Basaal         | Weekdieren        | De onderzijde van een dier of schelp (de basale zijde) | -                                             |
| Benthos        | Weekdieren        | Alle dieren die op en in de zeebodem leven. | -                                             |
| Binnenlip      | Buikpotigen       | Dat deel van de mondrand wat grenst aan de spil van het slakkenhuis. De binnenlip is meestal glad maar kan tanden, knobbels of lijsten dragen. Als de binnenlip tot buiten de mondopening uitgebreid is, dan spreekt men van callus of eelt. Zie ook: Apertura (mollusken). | -                                             |
| Borstels       | Weekdieren        | Meestal in bosjes geplaatste, stugge haren op de zoom van keverslakken. | -                                             |
| Buitenlip      | Buikpotigen       | Dat deel van de mondrand wat niet aan de spil van het slakkenhuis grenst. Zie ook: Apertura (mollusken). | -                                             |
| Byssus(draden) | Tweekleppigen     | Een bundel vezels ('byssusdraden') van een kleverig hoornachtig organisch materiaal (een collageen), die wordt afgescheiden door de voet en uithardt in zeewater, en waarmee de dieren zich vasthechten aan een substraat (1) of in de grond (2).                           | (1) Mossel en de Bonte mantel; (2) Korfschelp |

| Term               | Van toepassing op            | Verklaring | Voorbeeld(en)                                     |
| ------------------ | ---------------------------- | --- | ------------------------------------------------- |
| Callus             | Weekdieren                   | Eelt. (1) Een voortzetting van de gladde binnenwand (binnenlip) van een slakkenhuis op de voorgaande winding. Vaak glanzend, verdikt en duidelijk begrensd. (2) Een knobbel in de slotlijst bij Pisidium soorten. NB.: het woord 'callus' is van oorsprong een mannelijk Latijns woord. Hoewel vaak gesproken wordt van 'het callus' is dit dus onjuist. Het hoort 'de callus' te zijn. Zie ook: Apertura (mollusken).                                                                                                | (1) Wulk, (2) Gemaskerde erwtenmossel             |
| Cardinaal          | Tweekleppigen                | In: 'cardinale tanden'. Bij tweekleppigen de 'hoofd'slottanden die direct onder de umbo aan de binnenzijde van de schelp liggen. Vaak geflankeerd door de laterale tanden. Zie ook: heterodont slot. | -                                                 |
| Carina             | Weekdieren                   | Kiel. (1) Duidelijk uitstekende ribbel aan de buitenkant van de schelp van een slakkensoort. Meestal evenwijdig aan de windingsrichting ('horizontaal') verlopend. (2) Een enkele, scherpe en sterk geprononceerde, radiaire rib op de schelp van een tweekleppige. | (1) Schijfhoren                                   |
| Caudaal            | Weekdieren                   | De achterzijde van een dier of voorwerp (caudale zijde) |                                                   |
| Chevron            | Tweekleppigen                | (In: 'chevronsculptuur'). Een sculptuur van zigzag lijnen die de groeilijnen kruisen. Chevronsculptuur kan op de hele schelp aanwezig zijn of slechts op een klein deel. De rugae van najaden kunnen een chevron patroon hebben. | Acila cobboldiae en rugae bij Platte zwanenmossel |
| Chondrofoor        | Tweekleppigen                | Een meestal relatief grote, lepelvormig vergroeide tand in het slot van sommige tweekleppigen. | Strandgaper                                       |
| Clausilium         | Buikpotigen                  | Aanwezig bij de Clausiliacea, een groep van voornamelijk linksgewonden landslakken. Dit is een meestal ovaal en gebogen kalkig plaatje dat dienstdoet als sluitapparaat voor de mondopening. Het is ontstaan uit plooiingen langs de spil van de schelp. Het clausilium zit met een buigzame (kalkige) steel vast aan de spil en het geheel is van kalk met dezelfde kristalstructuur (aragoniet) als de schelp zelf. Zie ook: Apertura (mollusken).                                                                  | -                                                 |
| Columella          | Buikpotigen                  | Ook: Spil. De denkbeeldige (verticale) as waaromheen een slakkenhuis gewonden is. | -                                                 |
| Columellaire zijde | Buikpotigen                  | Het gedeelte van de mondopening dat tegen de spil of columella gelegen is. Zie ook: Apertura (mollusken). | -                                                 |
| Concentrisch       | Buikpotigen en tweekleppigen | (1) Wordt gebruikt om de oppervlaktesculptuur van een schelp te beschrijven. Een concentrische sculptuur bestaat uit elementen die evenwijdig aan de windingsrichting van een slakkenhuis, of de onderrand van een schelp verlopen. (2) De groeilijnen van een operculum kunnen concentrisch gerangschikt zijn als de groei van het operculum in alle richtingen min of meer gelijkmatig plaatsvindt. Elke groeilijn verloopt dan min of meer cirkelvormig en wordt omringd door een grotere concentrische groeilijn. | Spitse moerasslak, Alikruik, Venusschelp          |
| Conchologie        | Weekdieren                   | De studie van de schelpen van weekdieren |                                                   |
| Conchyoline        | Weekdieren                   | Een hoornachtige aan chitine verwante stof die meestal een bruinige tint heeft. Conchyoline wordt gebruikt ter versteviging van het kalkskelet van weekdieren. Verder is het een hoofdbestanddeel van het periostracum, hoornachtige operculums, de gladius van Pijlinktvissen en organen zoals de radula en de 'snavel' bij bepaalde inktvissen (Zeekatten). | -                                                 |
| Crenulatie         | Tweekleppigen                | Zie: gecrenuleerd. | -                                                 |

| Term          | Van toepassing op | Verklaring | Voorbeeld(en) |
| ------------- | ----------------- | --- | ------------- |
| Depostifeeder | Weekdieren        | Pipetteerder |               |
| Dorsaal       | Weekdieren        | De rugzijde van een voorwerp of dier (dorsale zijde) |               |
| Doublet       | Tweekleppigen     | Beide schelphelften van een tweekleppige die nog met de slotband aan elkaar verbonden zijn. De term wordt eigenlijk alleen bij tweekleppigen gebruikt waar het dier niet meer in zit. Beide kleppen van een doublet raken na verloop van tijd meestal los van elkaar. De twee schelphelften worden ook wel 'losse klep' genoemd. | -             |
| Dwarsrib      | Buikpotigen       | Een sculptuurelement. Min of meer verticaal verlopende rib. | -             |

| Term       | Van toepassing op | Verklaring | Voorbeeld(en)           |
| ---------- | ----------------- | --- | ----------------------- |
| Eelt       | Weekdieren        | Zie: Callus. | -                       |
| Epidermis  | Weekdieren        | Opperhuid of periostracum. | -                       |
| Epifragma  | Buikpotigen       | Een dekseltje van verhard slijm, waarmee de mondopening van een slakkenhuis tijdelijk wordt afgesloten als het dier lange tijd inactief is (bijvoorbeeld tijdens de winterslaap of gedurende een lange periode van droogte). Als temperatuur of vochtigheid weer gunstig zijn, dan wordt het dier weer actief. Het epifragma wordt dan afgeworpen en vaak (deels) opgegeten. Het epifragma is wit van kleur, structuurloos en kan vliezig zijn maar ook min of meer verkalkt. Komt niet bij soorten voor die al een operculum hebben. | Wijngaardslak, Tuinslak |
| Escutcheon | Tweekleppigen     | Rugveld of area. | -                       |

| Term      | Van toepassing op | Verklaring                                                             | Voorbeeld(en) |
| --------- | ----------------- | ---------------------------------------------------------------------- | ------------- |
| Funiculus | Buikpotigen       | Een afgeronde knik die de basis van de winding scheidt van de zijkant. | Wenteltrap    |

| Term         | Van toepassing op | Verklaring | Voorbeeld(en) |
| ------------ | ----------------- | --- | ------------- |
| Gapen        | Tweekleppigen     | Een tweekleppige 'gaapt' als beide kleppen niet overal op elkaar aan sluiten bij een dichte schelp. | Strandgaper   |
| Gecrenuleerd | Tweekleppigen     | gekarteld, van inkepingen voorzien. Sommige tweekleppigen hebben een gecrenuleerde onderrand. | Zaagje        |
| Gladius      | Inktvissen        | Veervormige hoornachtige inwendige schelp | Pijlinktvis   |
| Glochidium   | Tweekleppigen     | De larven van de grote zoetwatermossels (Unionidea). Zie Glochidium. | -             |
| Groeilijnen  | Weekdieren        | Lijnen, meestal alleen te zien op het buitenoppervlak en evenwijdig verlopend aan de groeirand van de schelp. Groeilijnen worden veroorzaakt door korte perioden van rust in de groei. Wordt ook wel wat ruimer opgevat omdat fijne ribbelsculptuur eveneens voor groeilijnen worden aangezien. | -             |
| Gruis        | Algemeen          | Een opeenhoping van schelpen, schelpfragmenten en ander materiaal op een strand, door golfwerking geconcentreerd. | -             |

| Term            | Van toepassing op | Verklaring | Voorbeeld(en)                      |
| --------------- | ----------------- | --- | ---------------------------------- |
| Halfgeknot      | Tweekleppigen     | Als van een schelp van een tweekleppige de ene kant meer is afgerond dan de andere. | Halfgeknotte strandschelp          |
| Heterodont slot | Tweekleppigen     | Een type slot met verschillend gevormde tanden, vaak bestaand uit cardinale tanden direct onder de umbo die aan beide zijden geflankeerd worden door de laterale tanden. | Kokkel, Halfgeknotte strandschelp. |
| Hypoplax        | Tweekleppigen     | Een van de accessorische schelpstukken. | -                                  |
| Hypostracum     | Weekdieren        | De binnenste laag van de schelp. De weekdierschelp bestaat uit kalk (Calciumcarbonaat) die in verschillende lagen, ieder met een eigen structuur, is afgezet. Het hypostracum, de binnenste laag van de schelp, waar het dier dus tegenaan ligt, bestaat vaak uit parelmoer. | -                                  |

| Term      | Van toepassing op | Verklaring | Voorbeeld(en)                      |
| --------- | ----------------- | --- | ---------------------------------- |
| Involuut  | Buikpotigen       | Als de apex van een slakkenhuis niet uitsteekt boven alle andere windingen maar verzonken ligt, en daarnaast elke winding de voorgaande winding (zowel aan de onder- als aan de bovenzijde van de schelp) omvat, dan is de schelp involuut. | -                                  |
| Iriserend | Algemeen          | veelkleurig, alle kleuren van de regenboog vertonend. Onder verschillende hoeken bekeken, vertonen zich andere kleuren. | Binnenkant van Platte zwanenmossel |

| Term     | Van toepassing op | Verklaring                                        | Voorbeeld(en) |
| -------- | ----------------- | ------------------------------------------------- | ------------- |
| Juveniel | Algemeen          | Jong, onvolwassen, niet volgroeid (Zie ook adult) | -             |

| Term       | Van toepassing op            | Verklaring                                                                                                | Voorbeeld(en) |
| ---------- | ---------------------------- | --- | ------------- |
| Kauwplaten | Weekdieren                   | Kalkachtige wrijfplaten in de maag van sommige huisjesslakken. Gebruikt om voedsel meet te vermalen       | Scaphander    |
| Kiel       | Weekdieren                   | Zie: Carina.                                                                                              | -             |
| Klep       | Tweekleppigen                | Ook: Losse klep, een van de twee schelphelften van een tweekleppige.                                      | -             |
| Knobbel    | Buikpotigen en tweekleppigen | Een sculptuurelement. Een afgerond uitsteeksel, niet veel hoger dan breed. Zie ook: Apertura (mollusken). | -             |

| Term                   | Van toepassing op | Verklaring | Voorbeeld(en)                     |   |
| ---------------------- | ----------------- | --- | --------------------------------- | - |
| Laatste omgang         | Buikpotigen       | De laatste en grootste winding van een slakkenhuis. | -                                 |   |
| Lateraal               | Tweekleppigen     | Zijdelings; in: 'laterale tanden'. De (meestal) lijstvormige slottanden die aan de binnenzijde van de schelp aan beide zijden van de umbo liggen. Zie ook: heterodont slot. | -                                 |   |
| Ligament               | Tweekleppigen     | De elastische delen van de slotband die de kleppen uiteen duwen. Hieronder vallen zowel het inwendige deel (resilium) als het uitwendige (tensilium). | -                                 |   |
| Ligamentgroeve; -holte | Tweekleppigen     | Groeve of uitholling waarin het resilium ligt (zie ook resiliumgroeve) | -                                 |   |
| Linksgewonden          | Buikpotigen       | De draairichting van een slakkenhuis. Indien men het slakkenhuis met de top omhoog houdt met de mondopening aan de voorkant dan is de schelp linksgewonden als de mondopening links van de spil zit. De meeste huisjesslakken hebben een rechtsgewonden schelp. Individuen kunnen als afwijking soms een schelp met een andere draairichting hebben dan normaal voor die soort het geval is. Het komt veel voor dat soorten een linksgewonden schelp hebben terwijl de anatomie van het dier rechtsgewonden georganiseerd is. Dit verschijnsel heet 'hyperstroof rechtsgewonden'. | Neptunea angulata, Nauwe korfslak |   |
| Lithodesma             |                   | Een kalkachtig uitsteeksel dat bij sommige soorten het inwendige deel van het ligament ondersteunt. | Lyonsia norwegica                 |   |
| Longitudinaal          | Buikpotigen       | Zie: Axiaal. | -                                 |   |
| Losse klep             | Tweekleppigen     | Een enkele klep van een tweekleppige. Een half doublet. Wordt gebruikt om bijvoorbeeld bij het tellen van een hoeveelheid schelpen onderscheid te kunnen maken tussen volledige (nl. doubletten) en incomplete dode individuen (halve doubletten of 'losse kleppen'). Het zal duidelijk zijn dat 5 doubletten, niet hetzelfde aantal individuen hoeft te vertegenwoordigen als 10 losse kleppen. De losse kleppen kunnen paarsgewijs bij elkaar horen (5 individuen) maar ook elk een individu vertegenwoordigen waarvan de andere helft verloren is gegaan.                      | -                                 |   |
| Lunula                 | Tweekleppigen     | Het maantje. Een wat afgeplat gedeelte met een afwijkende sculptuur, dat op de schelp van sommige tweekleppigen ligt in het gedeelte vóór de top. | -                                 | - |

| Term        | Van toepassing op | Verklaring | Voorbeeld(en)             |
| ----------- | ----------------- | --- | ------------------------- |
| Mantelbocht | Tweekleppigen     | Ook: Sinus. Een binnenwaarts gerichte inbochting van de mantellijn. De mantelbocht ligt op de plaats waar de sifo's liggen. Vaak geldt dat een soort met een diepe mantelbocht langere sifo's heeft. Niet alle soorten hebben een mantelbocht. |                           |
| Mantellijn  | Tweekleppigen     | Dit is de plaats aan de binnenzijde van de schelp waar de mantel, het orgaan dat het dier omhult en dat de schelp vormt met kleine spiertjes aan de schelp vastgehecht is. De mantellijn verloopt meestal min of meer parallel aan de onderrand van de schelp, verbindt meestal beide spierindruksels en heeft vaak een binnenwaarts gerichte inbochting, de mantelbocht of sinus. De mantellijn is zichtbaar als een duidelijke lijn, soms iets verheven, soms met een iets andere glans dan de rest van de schelp. |                           |
| Mesoplax    | Tweekleppigen     | Een accessorisch schelpstuk. Van een mesoplax is altijd één exemplaar aanwezig. Het kan alleen voorkomen of in combinatie met twee protoplaxen en één metaplax. | Ruwe boormossel           |
| Metaplax    | Tweekleppigen     | Een accessorisch schelpstuk. Van een metaplax is altijd één exemplaar aanwezig en het komt samen voor met twee protoplaxen en één mesoplax. | Pholas dactylus (Pholade) |
| Mondopening | Buikpotigen       | Ook: Apertura. Opening van de schelp van een slakkensoort waar het dier door in en uit kan schuiven. Bij sommige soorten kan het dier zich niet volledig door de mondopening in het slakkenhuis terugtrekken. Bij bepaalde soorten, meestal kieuwslakken, kan de mondopening worden afgesloten met een operculum. Zie ook: Apertura (mollusken). | -                         |
| Mondrand    | Buikpotigen       | Ook: peristoom, de rand van de mondopening. De mondrand kan continu zijn, dat wil zeggen is zonder onderbreking te vervolgen, of discontinu. Een discontinue mondrand is meestal onderbroken aan de parietale zijde van de mondopening. In dat geval is de aanhechting aan de voorlaatste winding zodanig dat geen rand meer te onderscheiden is. Zie ook: Apertura (mollusken). | -                         |

| Term        | Van toepassing op | Verklaring | Voorbeeld(en)                           |
| ----------- | ----------------- | --- | --------------------------------------- |
| Najade      | Tweekleppigen     | Een naam voor de familie Unionidae, de Schilders- en Zwanenmossels. | Bolle stroommossel, Platte zwanenmossel |
| Navel       | Buikpotigen       | Ook: Umbilicus. De opening aan de basis van een slakkenhuis. Komt alleen voor bij slakkenhuizen met een open spil. De navel kan wel bedekt zijn door de callus. Zie ook: Apertura (mollusken). | -                                       |
| Nekrichel   | Buikpotigen       | Ook: Nekzwelling. Vooral bij landhuisjesslakken. Een meestal smalle zwelling van de schelp over de hele of het grootste deel van de hoogte van de winding, parallel aan de mondrand en vaak daarvan gescheiden door een vernauwing van de winding, de zogenaamde nekvore. Zie ook: Apertura (mollusken). | Dwerg-korfslak                          |
| Nekvore     | Buikpotigen       | Ook: Nekgroef. Vooral bij landhuisjesslakken. Een meestal smalle vernauwing van de schelp over de hele of het grootste deel van de hoogte van de winding, parallel aan en direct achter de mondrand. Zie ook: Apertura (mollusken).                                                                      | Dwerg-korfslak                          |
| Nekzwelling | Buikpotigen       | Ook: Nekrichel. Vooral bij landhuisjesslakken. Een meestal smalle zwelling van de schelp over de hele of het grootste deel van de hoogte van de winding, parallel aan de mondrand en vaak daarvan gescheiden door een vernauwing van de winding, de zogenaamde nekvore. Zie ook: Apertura (mollusken).   | Dwerg-korfslak                          |
| Nucleus     | Buikpotigen       | (1) De kern of centrum waaromheen een operculum gebouwd is. (2) Het oudste gedeelte van de protoconch. Zie ook: Operculum (mollusken). | -                                       |
| Nymph       | Tweekleppigen     | Een kalklijst waaraan het ligament is vastgehecht. Zie ook resilium. | -                                       |

| Term      | Van toepassing op | Verklaring | Voorbeeld(en)     |
| --------- | ----------------- | --- | ----------------- |
| Omgang    | Buikpotigen       | Zie: Winding. | -                 |
| Oor       | Tweekleppigen     | Ook: Vleugel. Een afgescheiden meestal driehoekig gedeelte van de schelp aan weerszijden van de Umbo, beide oren kunnen gelijk of ongelijk van vorm en grootte zijn, er kan er ook maar één aanwezig zijn. | Bonte mantel      |
| Opaak     | Algemeen          | half transparant, meestal matglanzend en bij witte schelpen optredend. | Witte dunschaal   |
| Operculum | Buikpotigen       | Het dekseltje waarmee een slakkenhuis kan worden afgesloten. Voornamelijk aanwezig bij kieuwslakken. Het operculum zit vastgegroeid aan het lichaam van het dier en is dus niet op één of andere wijze direct bevestigd aan de schelp. Het kan uit kalk zijn opgebouwd of uit conchyoline. In tegenstelling tot het epifragma wordt een operculum het hele leven door het dier gebruikt. Zie ook: clausilium en operculum. | Spitse moerasslak |
| Opperhuid | Algemeen          | Zie: Periostracum. | -                 |

| Term            | Van toepassing op | Verklaring | Voorbeeld(en)                     |
| --------------- | ----------------- | --- | --------------------------------- |
| Palatale zijde  | Buikpotigen       | Het gedeelte van de mondopening dat aan de buitenzijde, tegenover de spil of columella gelegen is. Zie ook: Apertura (mollusken). | -                                 |
| Palet           | Tweekleppigen     | Extra schelpstukjes bij de Paalwormen. Meestal platte ovale kalkplaatjes met een uitsteeksel, de steel. De vorm heeft wel iets weg van een racket of een handspiegel. Paletten komen in paren voor aan de achterkant van het dier en zijn belangrijke determinatiekenmerken voor deze groep. Zie ook Accessorisch schelpstuk. | Paalworm                          |
| Pallium         | Weekdieren        | De mantel van het schelpdier | -                                 |
| Parietale zijde | Buikpotigen       | Het gedeelte van de mondopening dat aan de bovenzijde, tegen de voorgaande winding gelegen is. Zie ook: Apertura (mollusken). | -                                 |
| Pelagisch       | Weekdieren        | In feite de gehele waterkolom, van het zeeoppervlak tot aan de bodem. Wereldwijd 1.370.000.000 kubieke kilometer water, tot diepten van ruim 10.000 m. Pelagisch leven komt in de hele waterkolom voor. |                                   |
| Pelecypoda      | Tweekleppigen     | Een andere aanduiding voor Tweekleppigen (Bivalvia) | -                                 |
| Periostracum    | Weekdieren        | De buitenste laag, de 'opperhuid', van een schelp die bestaat uit conchyoline. Beschermt de uit calciumcarbonaat bestaande schelp tegen biologische en chemische aantasting. | - wulk                            |
| Peristoom       | Buikpotigen       | Ook: mondrand, de rand van de mondopening. Het peristoom kan continu zijn, dat wil zeggen is zonder onderbreking te vervolgen, of discontinu. Een discontinu peristoom is meestal onderbroken aan de pariëtale zijde van de mondopening. In dat geval is de aanhechting aan de voorlaatste winding zodanig dat geen rand meer te onderscheiden is. Zie ook: Apertura (mollusken).                                                                                                   | -                                 |
| Prodissoconch   | Tweekleppigen     | De schelp die door de planktonische larve van een tweekleppige is aangelegd. De prodissoconch heeft meestal een ander uiterlijk dan de schelp van het oudere dier. De prodissoconch is het equivalent van de protoconch bij de slakken. | -                                 |
| Protoconch      | Buikpotigen       | De eerste windingen van een slakkenhuis. In feite de schelp die door de larve van de slak is aangelegd. Afhankelijk van hoe de soort zich ontwikkelt, is de protoconch in het ei aangemaakt of door de planktonische larve. De protoconch heeft meestal een ander uiterlijk dan de schelp van het oudere dier, de teleoconch. De schelp van een slakkensoort bestaat uit de protoconch en de teleoconch. De protoconch is het equivalent van de prodissoconch bij de tweekleppigen. | -                                 |
| Protoplax       | Tweekleppigen     | Een accessorisch schelpstuk. Bij sommige weekdieren is er slechts één protoplax. Bij de Pholade zijn er twee, in combinatie met één mesoplax en één metaplax. | Barnea candida (Witte boormossel) |

| Term | Van toepassing op | Verklaring | Voorbeeld(en) |
| ---- | ----------------- | ---------- | ------------- |

| Term           | Van toepassing op | Verklaring | Voorbeeld(en)              |
| -------------- | ----------------- | --- | -------------------------- |
| Radiaal        | Tweekleppigen     | Zie: Radiair. | -                          |
| Radiair        | Tweekleppigen     | Van de top uitstralend. Wordt meestal gebruikt om de sculptuur van een schelp te beschrijven. Ook wel radiaal genoemd. | Kokkel of Jakobsmantel     |
| Rechtsgewonden | Buikpotigen       | De draairichting van een slakkenhuis. Indien men het slakkenhuis met de top omhoog houdt met de mondopening aan de voorkant dan is de schelp rechtsgewonden als de mondopening rechts van de spil zit. Een klein deel van de huisjesslakken heeft een linksgewonden schelp. Individuen kunnen als afwijking soms een schelp met een andere draairichting hebben dan normaal voor die soort het geval is.                                                                    | Wulk, Gewone tuinslak      |
| Resilium       | Tweekleppigen     | Het binnenste deel van het ligament. Een elastische prop die zich in een holte (ligamentgroeve of -holte, ook resiliumgroeve genoemd) bevindt en die beide kleppen van de schelp uit elkaar duwt als de sluitspier in rust gaat of verslapt. | -                          |
| Resiliumgroeve | Tweekleppigen     | Groef bij het slot waarin het ligament is vastgehecht. Ook: ligamentgroeve. Zie ook: nymph | -                          |
| Reticulaat     | Tweekleppigen     | Zie: traliewerksculptuur | -                          |
| Ribben         | Weekdieren        | Een sculptuurelement. Min of meer regelmatig afgezette lijstvormige verdikkingen aan de buitenzijde van een schelp. Bij uitzondering ook aan de binnenzijde. Dit is een enigszins relatief begrip: wat de één "radiaal ribjes" noemt, noemt een ander "krachtige groeilijnen". Bij tweekleppigen stralen ribben meestal vanuit de top ('radiair' of 'radiaal') (1), bij slakken spreekt men meestal van ribben als zij parallel aan de as van het slakkenhuis verlopen (2). | (1) Kokkel; (2) Wenteltrap |
| Rugae          | Tweekleppigen     | Een sculptuurelement. Tot op zekere hoogte diagnostische, relatief grove ribbels op het topgedeelte van Zoetwatermossels (Unionidae), meestal verlopend in een richting die afwijkt van de richting van de groeilijnen. | Platte zwanenmossel        |

| Term             | Van toepassing op              | Verklaring | Voorbeeld(en)                                                 |
| ---------------- | ------------------------------ | --- | ------------------------------------------------------------- |
| Sculptuur        | Weekdieren                     | De oppervlaktestructuur ('versiering') aan de buitenkant van de schelp. Elk oppervlak wat niet volkomen glad is heeft 'sculptuur'. Er zijn vele elementen waaruit sculptuur kan bestaan, veel elementen kunnen ook gecombineerd met andere elementen voorkomen. Voorbeelden zijn: knobbels, ribben, striae, stekels, enz. | -                                                             |
| Septum           | Weekdieren                     | (1) Een apart schot voorkomend bij bepaalde slakken met een nap of kapvormige schelp. (2) Een schot aan de binnenzijde van de schelp direct onder de umbo bij bepaalde tweekleppigen. | (1) Muiltje, Smurfslak; (2) Brakwatermossel, Driehoeksmossel. |
| Sifokanaal       | Buikpotigen                    | Een goot aan de onderzijde van de mondopening van sommige slakkenhuizen. Bij het levende dier steekt hier de sifo doorheen. Het sifokanaal kan een gesloten buis zijn, maar is meestal half open. Zie ook: Apertura (mollusken). | Wulk                                                          |
| Sinus            | 1-Tweekleppigen; 2-Buikpotigen | (1) Bij tweekleppigen: zie mantelbocht. (2) Bij buikpotigen: een bocht in een S-vormige groeilijn. | -                                                             |
| Slotband         | Tweekleppigen                  | Een uit organisch materiaal bestaande elastische band die beide schelphelften van een tweekleppige bij elkaar houdt. De band is alleen met de schelp en niet met het dier verbonden. De slotband kan zich zowel buiten als binnen de schelp bevinden. De slotband houdt beide kleppen bij elkaar, maar duwt ze ook uit elkaar. Om de kleppen dicht te krijgen hebben tweekleppigen een sluitspier die beide kleppen naar elkaar toe kan trekken. Gaat het dier dood, dan verdwijnt de aantrekkende kracht van de spier en gaan de schelphelften meestal gapen als gevolg van de tegenovergestelde kracht van de slotband. | -                                                             |
| Spil             | Buikpotigen                    | Ook: Columella. De denkbeeldige (verticale) as waaromheen een slakkenhuis gewonden is. Zie ook: Apertura (mollusken). | -                                                             |
| Spierindruksel   | Tweekleppigen                  | De plaats waar de sluitspier(en) of adductor(en) vastgehecht zitten aan de binnenzijde van de schelp. Vaak zichtbaar als een duidelijk 'litteken'. Sommige soorten hebben één adductor en dus in iedere klep slechts één spierindruksel, de meeste hebben er twee. Vorm en grootte variëren per soort. Indien er twee zijn dan kunnen de indruksels gelijk of ongelijk van vorm en grootte zijn. Dit is in veel gevallen een belangrijk determinatiekenmerk. | -                                                             |
| Spira            | Buikpotigen                    | Het gedeelte van de schelp behalve de Laatste omgang. | -                                                             |
| Spiraalsculptuur | Buikpotigen                    | Groeven, lijnen of ribben op een slakkenhuis, die evenwijdig aan de windingen (horizontaal) als een soort spiraal over de windingen lopen. Spiralen zijn dus elementen die de groeirichting van een slakkenhuis volgen. | Zoals bij de Alikruik.                                        |
| Striae           | Weekdieren                     | Een sculptuurelement. Fijne lijntjes, kunnen verdiept of juist uitstekend zijn. | -                                                             |
| Sutuur           | Buikpotigen                    | De grenslijn tussen twee windingen. Aan de buitenkant als een naad zichtbaar. | -                                                             |

| Term                | Van toepassing op            | Verklaring | Voorbeeld(en)                       |
| ------------------- | ---------------------------- | --- | ----------------------------------- |
| Tand                | Weekdieren                   | (1) Een knobbel of korte lijst in de mondopening van een slakkenhuis. (2) Een uitsteeksel aan de binnenkant van de schelp van een tweekleppige, onder of direct aan weerszijden van de umbo deel uitmakend van het slot. Zie ook bij radula en Apertura (mollusken).                                                                                           | -                                   |
| Taxodont slot       | Tweekleppigen                | Een slot bestaande uit een rij van min of meer gelijkgevormde tandjes. | Acila cobboldiae Portlandia arctica |
| Teleoconch          | Buikpotigen                  | Het deel van de schelp van een buikpotige dat wordt aangelegd na de protoconch. De protoconch is de schelp die tijdens het larvale stadium van het dier wordt aangelegd. Proto- en teleoconch zijn meestal verschillend van uiterlijk en duidelijk van elkaar te onderscheiden. De schelp van een slakkensoort bestaat dus uit de protoconch en de teleoconch. | -                                   |
| Top                 | Buikpotigen                  | Ook: Apex. Het oudste deel van de schelp van een slakkensoort, waar de groei is begonnen. Meestal het hoogste punt, behalve als het huis involuut is. Vergelijkbaar met de umbo op de schelp van een tweekleppige. | -                                   |
| Traliewerksculptuur | Buikpotigen en tweekleppigen | Ook: Reticulaat. Wanneer de sculptuur aan de buitenzijde van een schelp zowel horizontale als verticale ribbels vertoont die elkaar dus kruisen. | -                                   |
| Transversaal        | Buikpotigen                  | 'Dwarsliggend' - Transversale sculptuur verloopt parallel aan de rand van de buitenlip van de mondopening (mondrand). | -                                   |
| tuberkel            | Buikpotigen en tweekleppigen | Een sculptuurelement. Meestal stomp, knopachtig of wratvormig uitstulpsel, uitsteeksel. | -                                   |

| Term      | Van toepassing op | Verklaring | Voorbeeld(en) |
| --------- | ----------------- | --- | ------------- |
| Umbilicus | Buikpotigen       | Zie: Navel | -             |
| Umbo      | Tweekleppigen     | Top van de schelp bij tweekleppigen. Het oudste deel van elke tweekleppige waar de groei van de schelp is begonnen. Vergelijkbaar met de apex van een slakkenhuis. | -             |

| Term    | Van toepassing op              | Verklaring | Voorbeeld(en)                                   |
| ------- | ------------------------------ | --- | ----------------------------------------------- |
| Varix   | Buikpotigen                    | Een sculptuurelement (Meervoud: varices). Een relatief grove radiaalribbel op een slakkenhuis, een overblijfsel van een oude mondrand. | -                                               |
| Vinzoom | Inktvissen                     | Een rondom het lichaam gelegen, vliesachtige vin bij inktvissen. Hiermee kan het dier zwemmen. | -                                               |
| Vleugel | 1: Buikpotigen 2-Tweekleppigen | 1: Een verlenging van de mondopening buiten de windingsrichting van de schelp. Vaak uitlopend in een aantal lobben. Zie ook: Apertura (mollusken). 2: Ook: Oor. Een afgescheiden meestal driehoekig gedeelte van de schelp aan weerszijden van de Umbo, beide vleugels kunnen gelijk of ongelijk van vorm en grootte zijn, er kan er ook maar één aanwezig zijn. | 1: Pelikaansvoet 2: Bonte mantel, Zwanenmossel. |

| Term    | Van toepassing op | Verklaring | Voorbeeld(en) |
| ------- | ----------------- | --- | ------------- |
| Winding | Buikpotigen       | Ook: Omgang. Wanneer een slakkenhuis tijdens de groei eenmaal volledig om de as gedraaid is dan spreken we van één winding. | -             |

| Term | Van toepassing op | Verklaring | Voorbeeld(en) |
| ---- | ----------------- | ---------- | ------------- |

| Term | Van toepassing op | Verklaring | Voorbeeld(en) |
| ---- | ----------------- | ---------- | ------------- |

| Term | Van toepassing op | Verklaring | Voorbeeld(en) |
| ---- | ----------------- | --- | ------------- |
| Zoom | Keverslakken      | Een leerachtige band of gordel die rondom de schelpstukken gelegen is. De zoom is vaak bezet met uitsteeksels zoals stekels, haren, borstels of schubben. | -             |